# Seznam ameriških filozofov
Seznam ameriških filozofov

## A
- Marilyn McCord Adams
- Robert Adams
- Samuel Adams
- Jane Addams
- Mortimer Adler
- Aijaz Ahmad (1941-2022) (indijsko-amer.)
- Amos Bronson Alcott
- Virgil Aldrich
- William Alston
- Karl P. Ameriks (1947-2025) (nem.-ameriški)
- Hannah Arendt
- Robert Audi

## B
- Irving Babbitt
- Gordon Park Baker (amer.-angl.)
- Paul A. Baran
- W. W. Bartley, III
- Jacques Barzun
- Monroe Beardsley
- Daniel Bell
- Edward Bellamy
- Nuel Belnap
- Seyla Benhabib
- Peter Berger
- Gustav Bergmann
- Harry Binswanger
- Bob Black
- Max Black
- Ned Block
- Alan Bloom
- Franz Boas
- David Bohm (ameriško-angleški)
- Murray Bookchin
- George Boolos
- John Elof Boodin
- George Boolos
- Borden Parker Bowne
- Richard Boyd
- Robert Brandom
- Edgar Sheffield Brightman
- May Brodbeck
- Stephen Bronner
- Levi Bryant
- Justus Buchler
- James Burnham
- Judith Butler

## C
- Ernest Callenbach
- Mary Whiton Calkins
- Joseph John Campbell
- Fritjof Capra
- John D. Caputo
- Nancy Cartwright (filozofinja)
- Paul Carus
- Stanley Cavell (Stanley Louis Cavell)
- Roderick Chisholm
- Noam Chomsky
- Alonzo Church
- Patricia Churchland
- Paul Churchland
- Randall Collins
- James F. Conant
- Josephus Flavius Cook
- Robert S. Corrington
- William Lane Craig
- James Edwin Creighton

## D
- Arthur Danto
- Donald Davidson
- Michael Davis
- Daniel Dennett
- Wilfrid Desan (1908-2001)
- John Dewey
- Cora Diamond
- Philip K. Dick
- George Dickie
- Elliot N. Dorff
- Hubert Dreyfus
- William Edward Burghardt Du Bois (W.E.B. Du Bois (1868-1963)
- Raya Dunayevskaya /Raya Spigel (rus. Raja Špigel; ps. Freddie Forest)
- Ronald Dworkin

## E
- Jonathan Edwards
- Paul Edwards (filozof)
- Kate Eichhorn
- Loren Eiseley
- David Patterson Ellerman
- Ralph Waldo Emerson
- Mylan Engel

## F
- Marvin Farber
- James J. Farley
- Herbert Feigl (avstr.-amer.)
- Ernest Fenollosa
- Marilyn Ferguson
- Paul Feyerabend
- Hartry Field
- Herbert Fingarette (1921-2018)
- John Fiske
- Ralph Tyler Flewelling
- Jerry Alan Fodor
- Philipp Frank (avstrij.-amer.)
- William Frankena
- Harry Frankfurt
- Bas C. van Fraassen
- Nancy Fraser
- Ken Frazier ?
- Carl Joachim Friedrich
- Erich Fromm
- Francis Fukuyama
- Buckminster Fuller (1895-1983)
- Peter Fuss (1932-)

## G
- Andrew Galambos (Andrew Joseph Galambos 1924-97) (madž.-ameriški astrofizik in socialni filozof)
- Shaun Gallagher
- Harold Garfinkel
- David Gauthier
- Brie Gertler
- Edmund Gettier
- Alan Gewirth
- Katherine Gilbert (1886-1952)
- Neil Gillman
- René Girard
- Alvin Goldman
- Emma Goldman
- Nelson Goodman
- Paul Goodman
- Stephen Jay Gould?
- Delia Graff Fara
- Paul Grice
- Boris Groys (1947–) (rusko-nemško-ameriški)
- Robert Gaudino (1928-1974) (politolog)
- Aaron Gurwitch (litovsko-ameriški Jud)

## H
- Susan Haack
- Michael Hardt
- John Hare
- Gilbert Harman
- Graham Harman
- Marvin Harris
- William Torrey Harris
- Charles Hartshorne
- Gary Hatfield
- John Haugeland (1945-2010)
- Carl Gustav Hempel
- Laurens Perseus Hickok
- William Ernest Hocking
- Sidney Hook
- Paul Horwich (britansko-amer.)
- John Hospers
- George Holmes Howison
- Elbert Hubbard
- James Hughes (sociolog)

## I
- Ivan Illich
- Robert Green Ingersoll

## J
- Dale Jacquette
- Henry James starejši
- William James
- Fredric Jameson (1934–2024)
- Thomas Jefferson
- Adrian Johnston

## K
- Robert Kagan?
- Robert Kane (filozof)
- (Ernst H. Kantorowicz (1895–1963)
- David Kaplan (filozof)
- Walter Kaufmann
- David Kelley
- Hans Kelsen (1881–1973)
- Richard Kirkham
- Stephen Cole Kleene
- Peter Klein
- Morris Kline
- Albert Cornelius Knudson
- Lawrence Kohlberg
- Saul Kripke
- Thomas Samuel Kuhn
- Paul Kurtz

## L
- Susanne Langer
- Keith Lehrer
- Aldo Leopold
- Clarence Irving Lewis
- David Kellogg Lewis (David Lewis)
- Matthew Lipman

## M
- Alasdair MacIntyre
- Tibor R. Machan
- Penelope Maddy
- Norman Malcolm
- Ruth Barcan Marcus
- Herbert Marcuse
- Donald A. Martin
- Michael Martin (filozof)
- (Ernst Mayr)
- John McDowell (južnoafriško-britansko-ameriški)
- Richard McKeon
- George Herbert Mead
- Vincent Miceli
- Ruth Millikan
- Richard Montague
- Raymond Moody
- J. P. Moreland
- George Sylvester Morris
- William Morris
- Gaetano Mosca (it.-am.)
- Johann Most (nem.-am.)
- Lewis Mumford

## N
- Thomas Nagel
- John von Neumann
- Reinhold Niebuhr
- John Neihardt
- Michael Novak
- Robert Nozick
- Martha Nussbaum

## O
- Joseph Timothy O'Callahan
- Walter J. Ong

## P
- Camille Paglia
- Thomas Paine
- Arthur Pap
- Charles Parsons (1933)
- Leonard Peikoff
- Benjamin Peirce
- Charles Sanders Peirce
- Ralph Barton Perry
- John R. Perry
- Robert B(uford) Pippin
- Alvin Plantinga
- Richard Posner
- Neil Postman
- Harry Prosch
- Hilary Putnam (1926-2016)

## Q
- Willard Van Orman Quine

## R
- Sun Ra
- James Rachels
- Paul Ramsey
- Ayn Rand
- (James Randi)
- John Rawls
- Tom Regan
- Wilhelm Reich?
- Hans Reichenbach
- Nicholas Rescher
- I. A. Richards
- Tom Rockmore
- Richard Rorty
- Gian-Carlo Rota
- Josiah Royce

## S
- Nathan Salmon
- Michael Sandel
- George Santayana
- Edward Sapir
- Crispin Sartwell
- Debra Satz
- Richard Schacht
- J.B. Schneewind
- Frithjof Schuon (nemško-švicarsko-francoskega rodu)
- Alfred Schutz (avstrijskega rodu)
- John Searle
- Wilfrid Stalker Sellars
- Max Shachtman
- Ian Shapiro (politolog)
- Lawrence Shapiro
- Steven Shaviro
- Eli Siegel
- Burrhus Frederic Skinner
- David Skrbina
- Brian Skyrms
- Raymond Smullyan
- Susan Sontag [Susan Rosenblatt]
- Pitirim Sorokin
- Ernest Sosa
- Thomas Sowell
- Robert Stalnaker
- Jason Stanley
- Leo Strauss
- Bernard Herbert Suits (1925 - 2007)
- Patrick Suppes (1922 - 2014)
- Paul Sweezy

## T
- Judith Jarvis Thomson
- Henry David Thoreau
- Edward Thorndike
- Paul Tillich
- Frank J. Tipler
- Alvin Toffler
- Anna-Teresa Tymieniecka (polj.-amer.)

## V
- Thorstein Veblen
- Gregory Vlastos
- Eric Voegelin (nemško-ameriški)

## W
- Kendall Walton
- Richard Wollheim (angl.-am.)
- Michael Walzer
- John B. Watson
- Alan Watts
- Morris Weitz
- Cornel West
- Leonard F. Wheat
- Alfred North Whitehead
- Walt Whitman
- Benjamin Whorf
- Henry Nelson Wieman
- Norbert Wiener
- Ken Wilber
- Dallas Willard
- Robert Paul Wolff
- (Richard D. Wolff)
- Nicholas Wolterstorff
- Robert Sessions Woodworth
- Chauncey Wright

## Y
- Arthur M. Young

## Z
- Lotfi Aliasker Zadeh (1921–2017) ("mehka logika")
- John Zerzan